# West Point (Malouines)
Pour les articles homonymes, voir West Point.
L'île West Point (en anglais ; West Point Island et en espagnol : Isla Remolinos) est l'une des îles Malouines (en anglais : Falkland Islands), qui se trouve au large de la pointe nord-ouest de la Malouine orientale.

## Administration
Les îles sont administrées par le Royaume-Uni dans le cadre du Territoire britannique d'outre-mer des îles Falkland. Elle est revendiquée par la République argentine, qui en fait une partie du Département des îles de l'Atlantique Sud dans la province de Terre de Feu, Antarctique et îles de l'Atlantique sud.

## Description

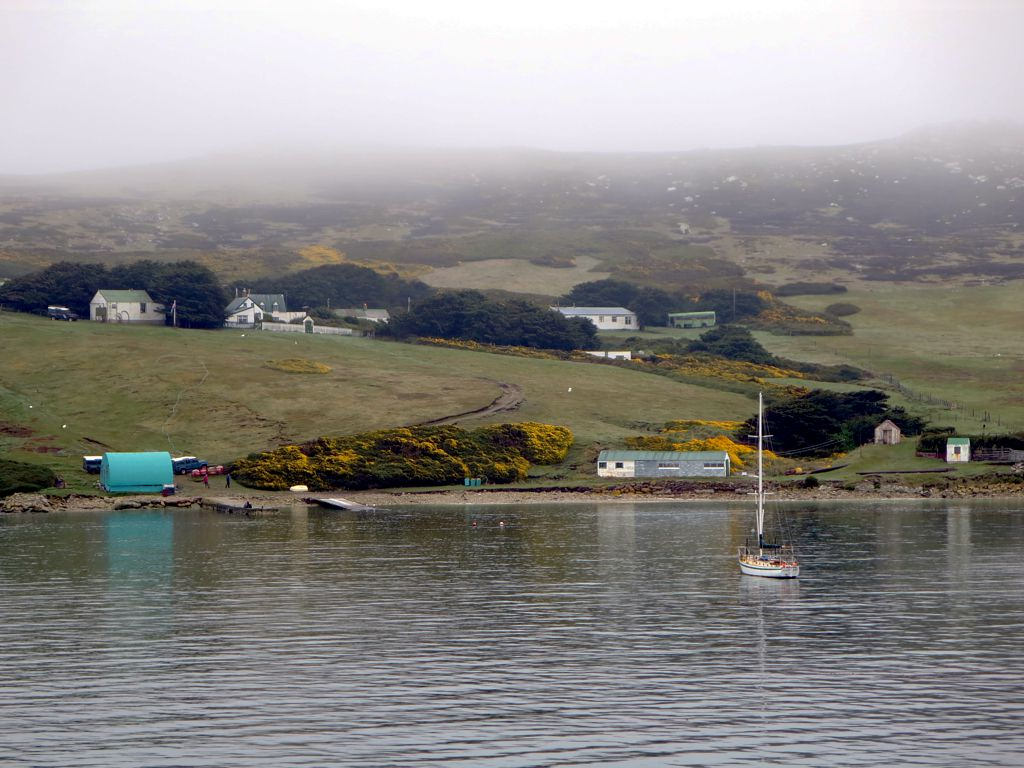
West Point Settlement

L'île mesure 6 km de long avec une largeur maximale de 4 km. Ses spectaculaires falaises orientées à l'ouest sont les plus hautes des Malouines, avec le point culminant à Cliff Mountain culminant à 381 m.
West Point Island Settlement, avec sa piste d'atterrissage de 640 m, se trouve sur Westpoint Cove au nord-est de l'île. Elle est séparée de la Malouine orientale par un canal étroit appelé Wooly Gut, qui est une référence locale aux vents catabatiques qui s'y produisent souvent. Elle se trouve au sud-est des îles Jason, la plus proche étant South Jason.

## Historique
Comme dans de nombreux endroits autour des îles Malouines, au début du XIXe siècle, West Point était un site populaire pour l'abattage des phoques et des manchots pour leur graisse. Cette exploitation industrielle a pris fin dans la région. L'île a été établie comme une ferme ovine en 1879 par Arthur Felton, grand-oncle de Roddy Napier, l'actuel propriétaire.

## Tourisme
En février 1968, Lars-Eric Lindblad a amené le navire du gouvernement chilien Navarino aux Malouines avec les premiers touristes de croisière. Ceci est largement reconnu comme la naissance du tourisme des Malouines. Le Navarino a visité l'île West Point, et Mr. Lindblad a commencé une longue et étroite amitié avec la famille Napier. Il est également tombé amoureux de leur île et, au cours des 25 années suivantes, a contribué à en faire l'une des destinations de croisière les plus populaires en dehors de la capitale Port Stanley.
Aujourd'hui, West Point reçoit de nombreux navires d'expédition chaque été, leurs passagers emmenant des zodiacs et des annexes à terre pour explorer cette île magnifique. Les grandes colonies d'albatros à sourcils noirs et de gorfous sauteurs, ainsi que les falaises les plus hautes des Malouines constituent l'attraction principale.

## Flore et faune
La fleur endémique des Malouines Calandrinia feltonii (en) (Fleur de Felton ; espèce Montiaceae), qui a été nommée d'après le grand-oncle du propriétaire actuel qui l'a découverte, est relativement abondante. Les jardins de l'île ont une sélection assez large de plantes introduites, y compris des rosiers , des digitales, des pâquerettes, des kniphofias , etc. Fait inhabituel pour les Malouines, il y a aussi quelques arbres.
Le groupe de l'île de West Point, qui comprend à proximité Gibraltar Rock, Low Island et Dunbar Island, a été identifié par Birdlife International comme une zone importante pour la conservation des oiseaux. Les oiseaux pour lesquels le site est important pour la conservation comprennent : le brassemer des Malouines, l'ouette à tête rousse  le gorfou sauteur, le manchot de Magellan, l'albatros à sourcils noirs, le caracara austral, le cinclode fuligineux, le troglodyte de Cobb et le mélanodère à sourcils blancs.
Les eaux autour des îles abritent les dauphins de Commerson.

## Galerie

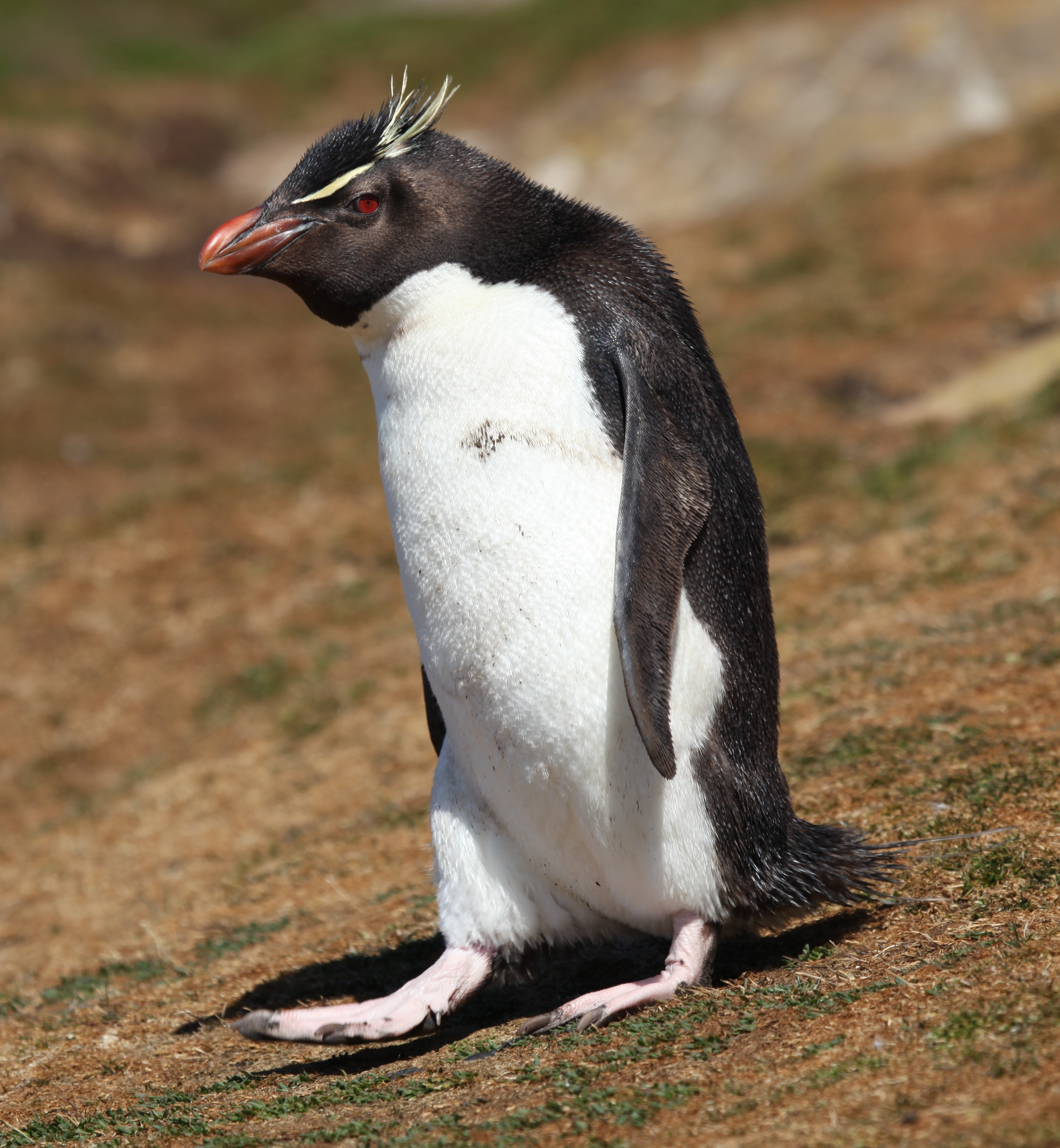
Gorfou sauteur
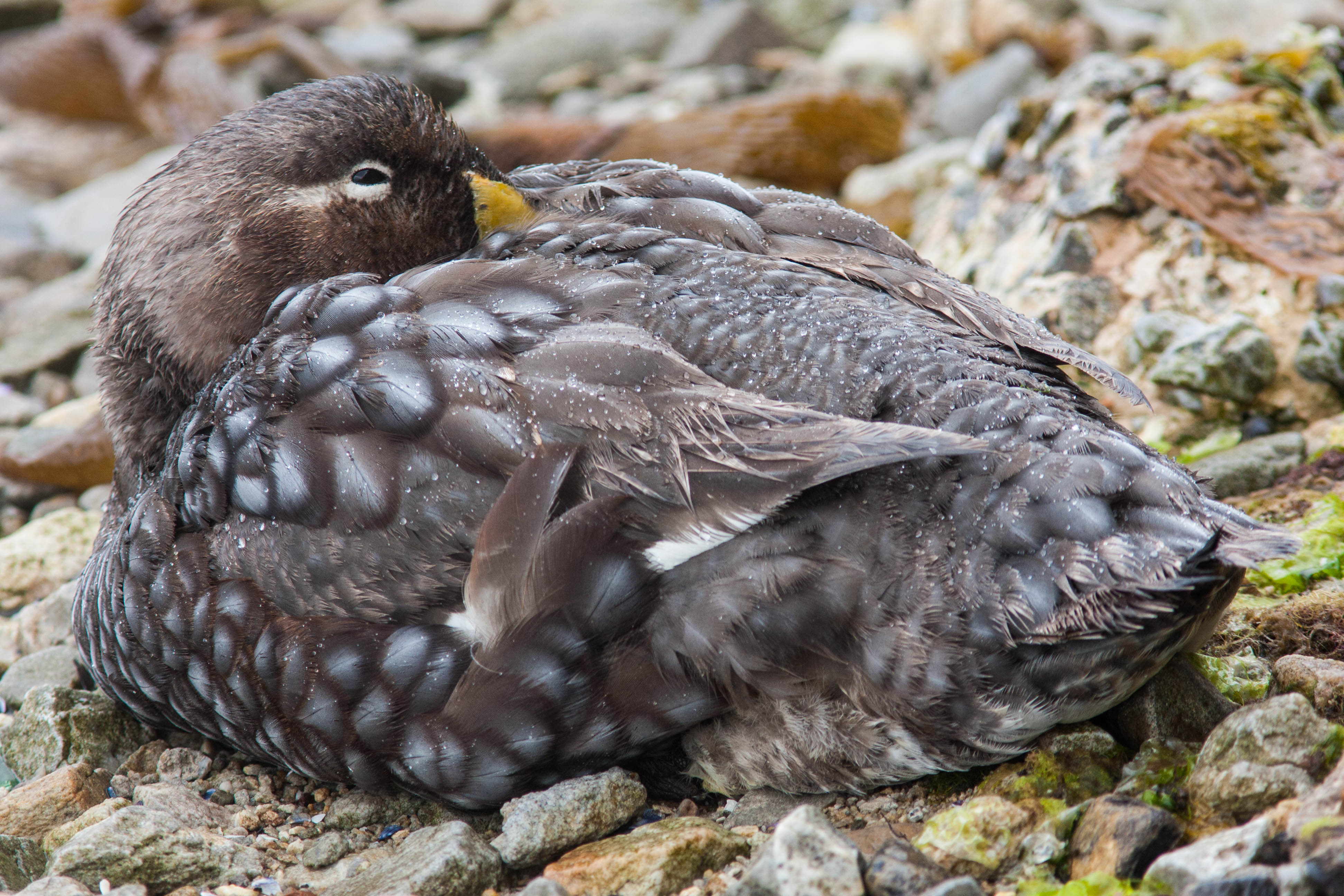
Brassemer des Malouines
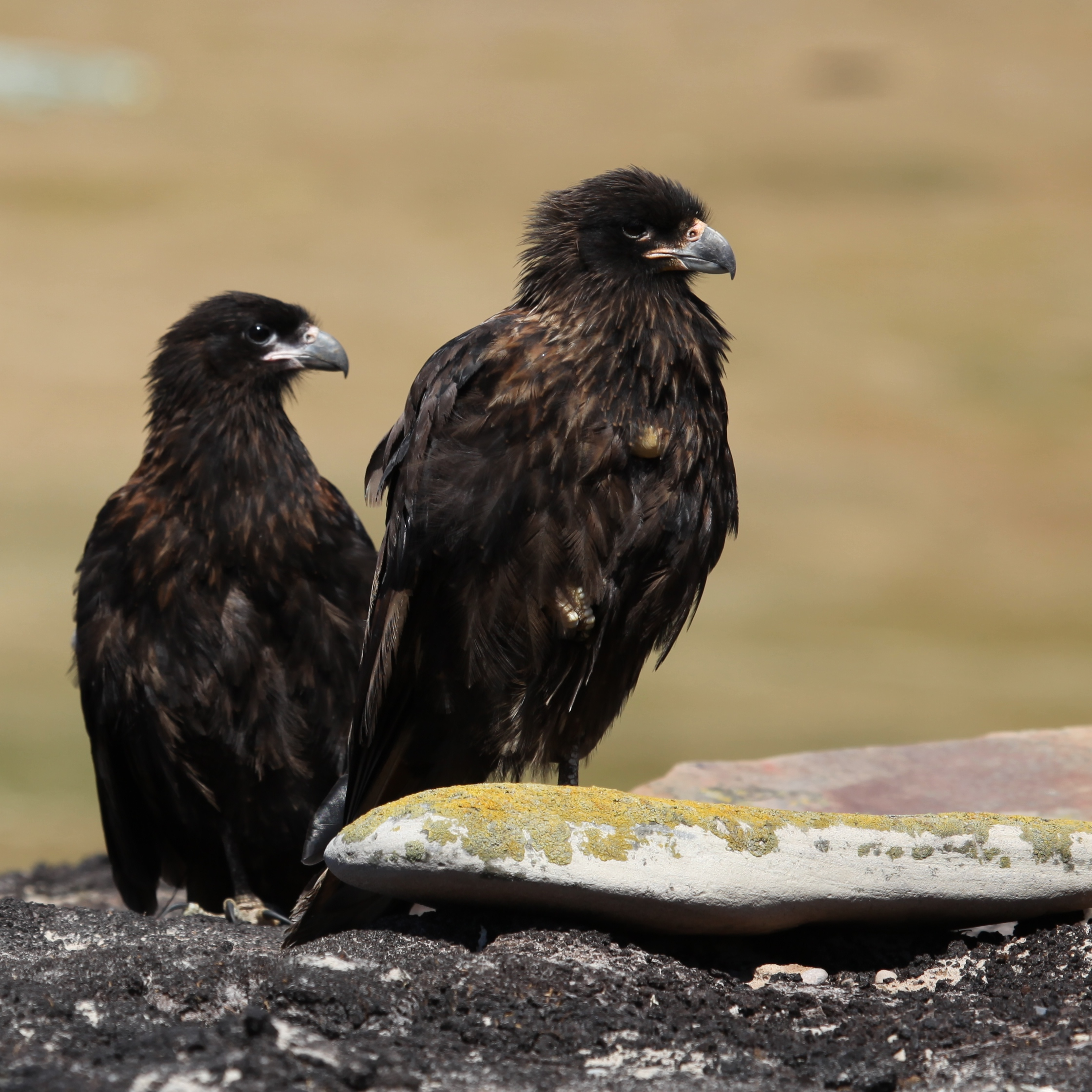
Caracara austral
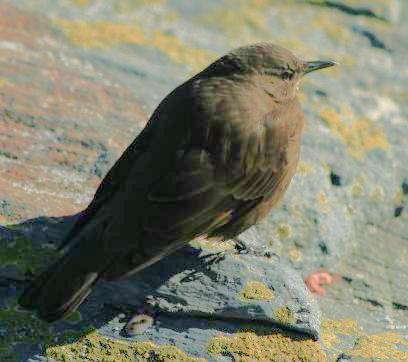
Cinclode
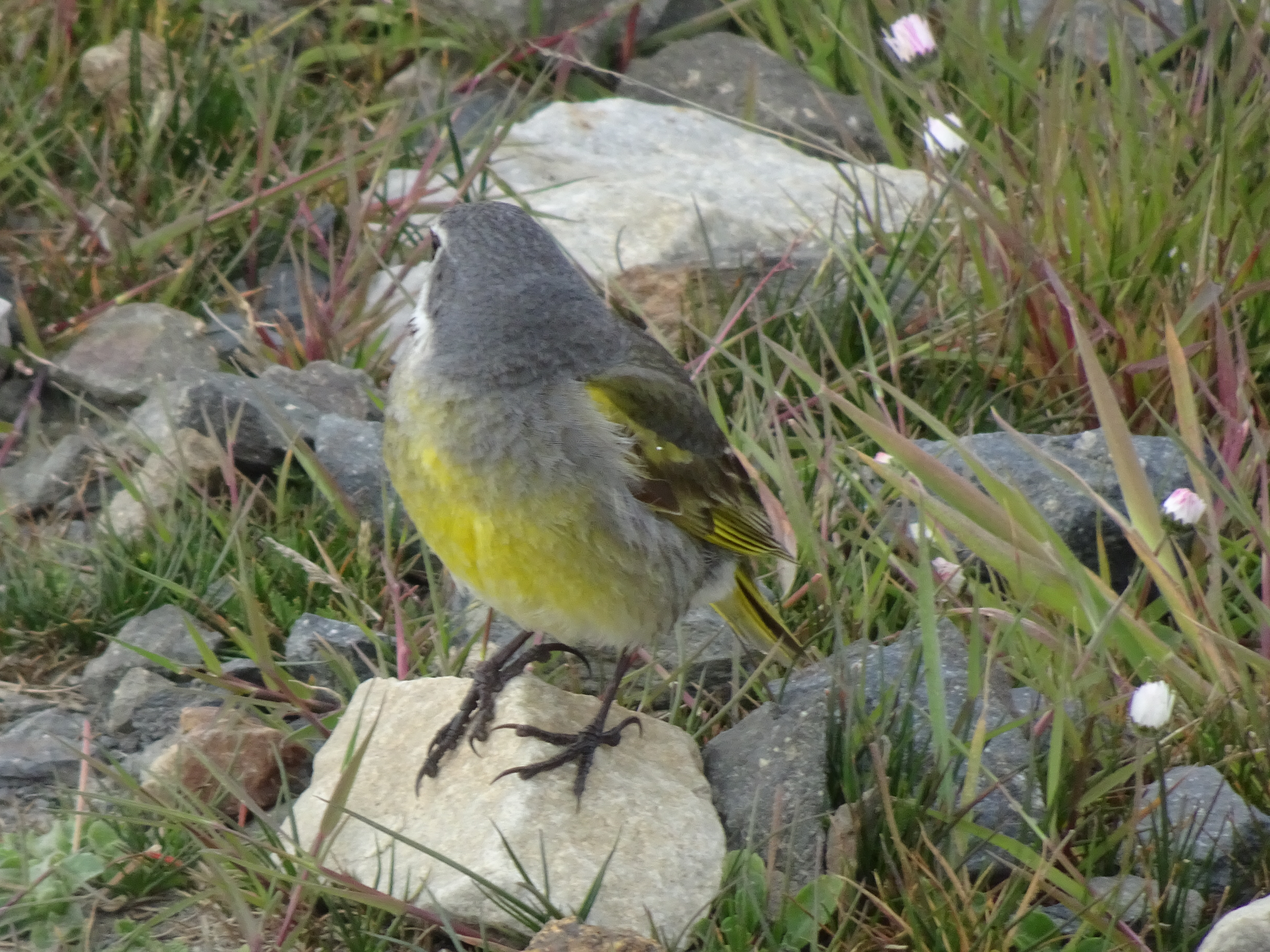
Mélanodère
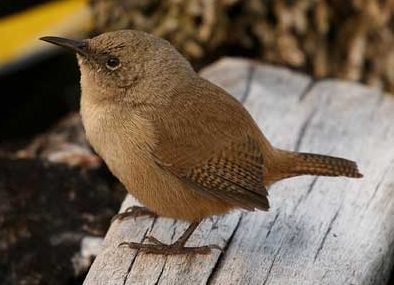
Troglodyte de Cobb